# Trần Hữu Tuất
Trần Hữu Tuất (1956 – 2022) là một sĩ quan cấp cao trong Quân đội nhân dân Việt Nam, hàm Thiếu tướng, từng là Phó Tư lệnh Quân khu 4 (2009–2016) và là đại biểu Quốc hội Việt Nam khóa XIII, thuộc đoàn đại biểu Nghệ An.

## Thân thế và sự nghiệp
Ông sinh ngày 25 tháng 8 năm 1956 tại  Xã Nghĩa Hợp, huyện Tân Kỳ, Nghệ An
Năm 2007, bổ nhiệm giữ chức Phó Tham mưu trưởng Quân khu 4
Năm 2009, bổ nhiệm giữ chức Phó Tư lệnh Quân khu 4
Thiếu tướng (2010)
Trình độ chính trị: Cao cấp lý luận chính trị
Trình độ chuyên môn: Chỉ huy tham mưu cao cấp binh chủng hợp thành
Nghề nghiệp, chức vụ: Thiếu tướng, Ủy viên thường vụ Đảng ủy Quân khu, Phó Tư lệnh Quân khu 4; Ủy viên Ủy ban Quốc phòng và An ninh của Quốc hội
Ngày vào đảng: 1/3/1979
Đồng chí đã từ trần hồi 21 giờ 55 phút ngày 6-4-2022, tại nhà riêng. Lễ viếng tổ chức hồi 13 giờ ngày 7-4-2022, tại nhà riêng (số 31, đường Hoàng Trọng Trì, xóm Mẫu Đơn, xã Hưng Lộc, TP Vinh, tỉnh Nghệ An). Lễ truy điệu hồi 17 giờ ngày 7-4-2022; lễ an táng được tổ chức hồi 6 giờ ngày 8-4-2022, tại nghĩa trang quê nhà: Xóm Mẫu Đơn, xã Hưng Lộc, TP Vinh, tỉnh Nghệ An.